# Ma'lula
Maalula (in arabo معلولا‎?, Maʿlūlā: dall'aramaico ܡܥܠܘܠܐ, ma`lulā, cioè "entrata") è una città della Siria.
Insieme ad altri due centri vicini, Jubb'adin e Bakhah, è una delle località in cui viene ancora parlata una lingua aramaica occidentale.

## Monumenti e luoghi d'interesse

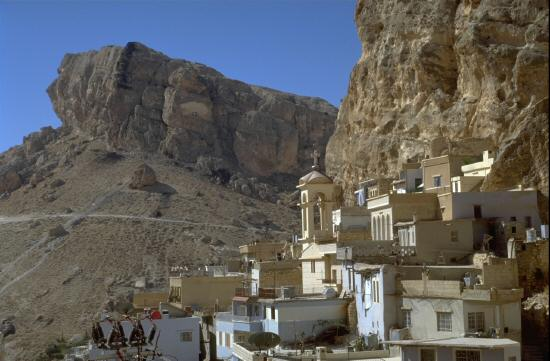
Chiesa di Ma'loula

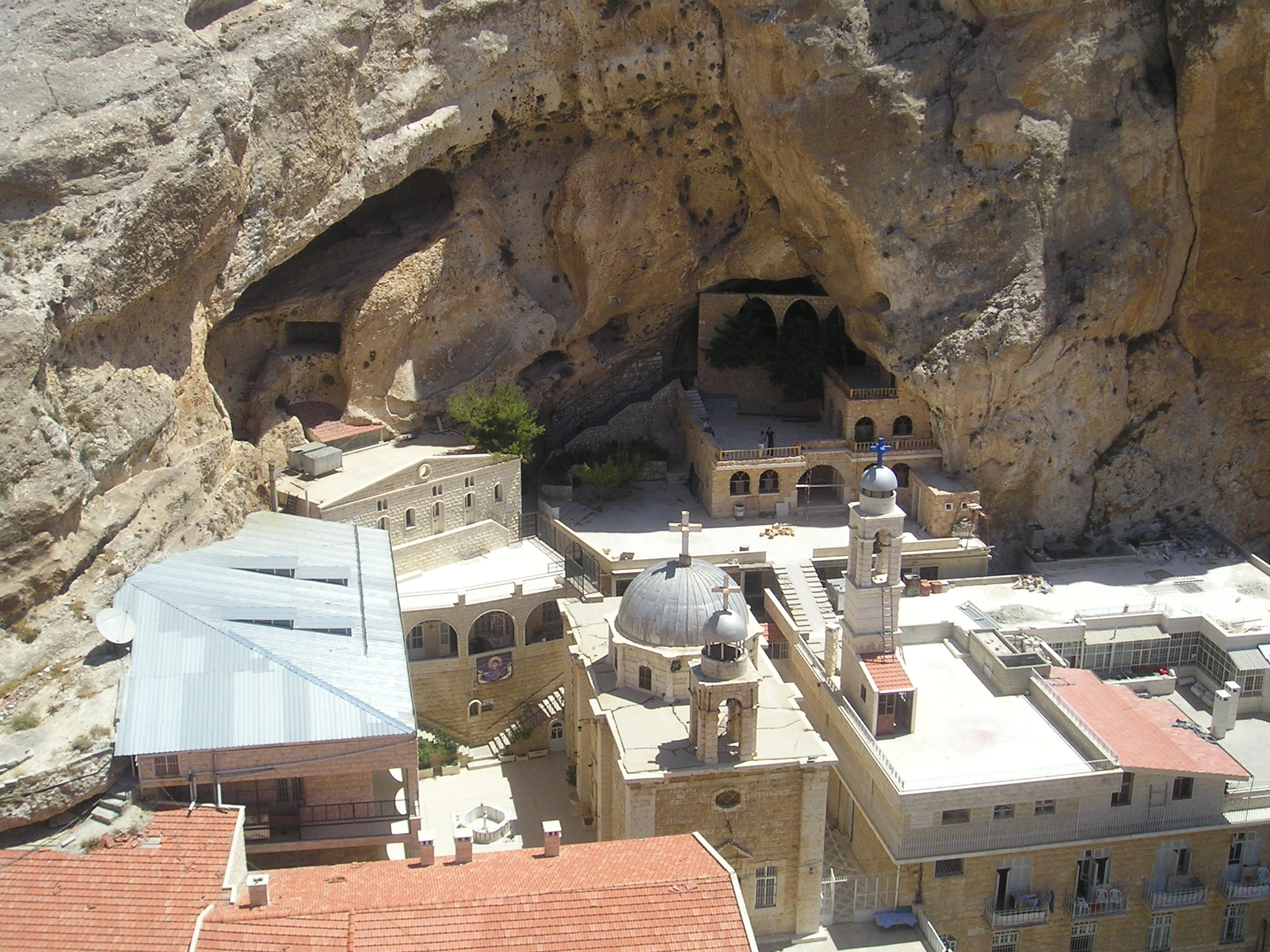
Chiesa di Santa Tecla

A Maalula si trovano due importanti monasteri: il monastero cattolico Mar Sarkis della Chiesa melchita; e il monastero ortodosso Mar Taqla della chiesa greco-ortodossa di Antiochia.
Il monastero di Mar Sarkis è dedicato ai Santi Sergio e Bacco e fu costruito nel IV secolo, sulle rovine di un tempio dedicato ad Apollo. Sergio fu un soldato romano (Sergius) giustiziato a causa della sua fede cristiana.
Il monastero di Mar Taqla (Santa Tecla) conserva invece le reliquie di Tecla, figlia di un principe seleucide e discepola di San Paolo. Secondo la tradizione, Tecla stava per essere catturata dai soldati di suo padre, desideroso di punirla per la sua fede cristiana, quando giunse sulla cima di una montagna: dopo aver iniziato a pregare, Tecla riuscì a salvarsi poiché la montagna si aprì miracolosamente, permettendole di rifugiarvisi all'interno.
Nei pressi del villaggio si ritrovano inoltre i resti di numerosi monasteri, chiese e santuari. 
Molti pellegrini, di fede sia cristiana sia musulmana, visitano Maalula, in particolare durante la festa dell'Esaltazione della Santa Croce, il 14 settembre.
Nel corso della guerra civile siriana, Ma'loula divenne campo di battaglia tra le milizie di Al Nusra e le forze armate siriane nel settembre 2013. Il 21 ottobre la città cadde in mano ai ribelli che devastarono il centro della cittadina uccidendo decine di persone. Le forze governative ripresero il controllo della città il 28 ottobre ma le milizie di Al Nusra tornarono il 3 dicembre prendendo 12 ostaggi che vennero liberati il 9 marzo 2014.
 
Il 5 dicembre 2014 l'antropologo Gianluca Frinchillucci, dopo esser stato a Maaloula ha dichiarato: «Oggi questo villaggio è ridotto in macerie, le antiche icone che ornavano le chiese sono state rubate o bruciate, i santuari e le chiese distrutte, le immagini sacre vandalizzate e la stessa parte più antica del villaggio bombardata e messa a fuoco. L'altare è stato salvato, ma persino le reliquie della santa sono andate in buona parte perdute».